# Жирар-де-Сукантон, Иоганн
Иоганн Жирар-де-Сукантон (нем. Johann Girard de Soucanton; 22 августа [10 августа] 1826, Ревель ― 8 декабря [26 ноября] 1896, Кунда) ― российский предприниматель.

## Биография
Фамилия Жирар де Сукантон изначально происходила из французской сельской провинции Лангедок-Руссильон. В первой половине XVIII века некоторые её представители переехали в северную Германию, а оттуда ― в Российскую империю. Сами Жирары де Сукантоны утверждали, что они были гугенотами и были вынуждены покинуть Францию из-за религиозных гонений. В 1770 году в России поселился Иоганн Карл Жирар (1732―1799), дед Иоганна.
Иоганн Жирар де Сукантон родился в Ревеле 10 августа 1826 года. Был четвёртым, самым младшим сыном бургомистра Ревеля и члена городского совета Иоганна Карла Жирар де Сукантон (1785―1868) и его жены Элеоноры Кристины Иоганны (урождённой Шойрман, 1786―1861). Братья ― Эдмунд Жирар де Сукантон (1810―1861) и Артур Жирар де Сукантон (1813―1884) впоследствии стали во главе компании Томас Клейхиллс и сын; третий, Теодольф Жирар де Сукантон (1812―1878) ― полковник лейб-гвардии Семёновского полка.
В 1836―1845 гг. Иоганн учился в Домской школе в Ревеле. В 1845―1846 гг. изучал экономику в Императорском Дерптском университете (ныне Тартуский университет), и в 1846―1849 гг. ― сельскохозяйственные науки в Йенском университете.
В 1850-х годах получил от своей матери имение в городе Кунда, Эстляндия. Начиная с 1867 года Иоганну также принадлежали поместья в деревне Селья. В 1862 году отец Иоганна, Иоганн Карл за свои заслуги в деле торговли и промышленности именным высочайшим указом вместе с нисходящим потомством был возведён в баронское достоинство Российской империи. Фамилия была внесена в эстляндский дворянский матрикул.

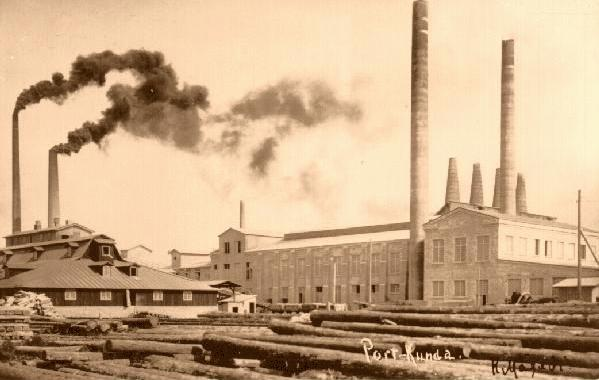
Цементный завод в Кунда, 1910 год.

Во время своих деловых поездок во Францию и Германию Жирар де Сукантон приобрёл знания о производстве портландского цемента, который в то время начал широко использоваться в строительстве. Между 1869 и 1870 годом основал акционерное общество и построил цементный завод в Кунде, который стал одним из первых в своём роде промышленных предприятий в Российской империи. Непосредственно строительством и вопросами повседневной эксплуатации цементного завода занимался химик и промышленник Виктор Ливен (1841―1910) участвует, который с 1869 по 1890 год занимал пост директора цементного завода. Сырьё для производства закупалось на отечественном рынке. Для работников завода его владельцы в 1881 году построили жилой квартал. Построен он был на болотистой местности с обширными лесами, благодаря чему получил название «Сибирская деревня» (нем. Sibiriendorf, эст. Siberi küla).
По инициативе Иоганна Жирар де Сукантон также была построена железная дорога между Ревелем и Кундой, которая, впрочем, начала свою работу лишь в 1896 году, уже после смерти предпринимателя.

## Личная жизнь
В июле 1852 году Иоганн Жирар де Сукантон женился на Августе Генриетте Вильгельмине (Велли) Хэнтшель (Auguste Henriette Wilhelmine (Welly) Häntschel; 1828―1880), представительнице немецко-балтийского дворянского рода. У пары было пятеро детей:
- Жан Вильгельм Евгений[эст.] (1853―1922), помещик, женился на Алисе Аманде Каролине Мулега в 1883 году.
- Алексей Геншель Оливье (1857―1915), основатель кирпичного завода в Вальде, в 1884 году женился на Софии фон Людерига.
- Жозефина Генриетта Элеонора (1860―1923), в 1886 году вышла замуж за доктора медицины Ксавьера Домбровского.
- Густав Джон Эдмунд (1863―1910), помещик, в 1893 году женился на Софии Элеоноре фон Розенбахига.
- Жан Карл (1866―1886).

После смерти жены в 1884 году сочетался браком с Метой Розенфельдт (1842―1911). Общих детей у них не было.